# MC4作戦
MC4作戦（MC4さくせん）は、第二次世界大戦の地中海攻防戦において、1941年（昭和16年）1月上旬に連合国軍が地中海で実行したギリシャと英領マルタへの補給作戦。
エクセス船団 (Convoy Excess) 、MW5 1/2船団、ME5 1/2船団、ME6船団の護衛が含まれる。エクセス作戦 (Operation Excess) と呼ばれることもある。
本作戦では、ドイツ空軍 (Luftwaffe) が初めて地中海戦域に登場した。第10航空軍団に所属するJu-87 スツーカ (Junkers Ju 87 Stuka) の急降下爆撃により1月10日にイギリス軍装甲空母イラストリアス (HMS Illustrious, R87) が撃破され、11日に軽巡サウサンプトン (HMS Southampton, C83) が沈没する。
さらに枢軸国空軍がマルタ島に空襲を敢行した。
連合国軍は航空戦で損害を受けつつも、作戦目標を達成した。

## 背景
1940年（昭和15年）10月下旬、イタリア王国のギリシャに侵攻によりバルカン戦線が形成された。イギリス海軍がギリシャへの増援輸送を開始したので、イタリア王立海軍 (Regia Marina) は主力艦をイタリア半島南部のターラントに集結させて存在感を示す（現存艦隊主義）。
そこをイギリス地中海艦隊の装甲空母イラストリアス (HMS Illustrious, R87) が襲撃し、11月11日深夜から12日未明にかけてのタラント空襲で、イタリア戦艦3隻を一挙に戦闘不能とする。地中海の戦力バランスは連合国軍側に傾き、制海権はイギリス海軍の手中にあった。
イタリア王立空軍 (Regia Aeronautica) も地中海の制空権を握っておらず、同盟国を支援するためドイツ空軍 (Luftwaffe) が助っ人として登場した。
ハンス・ガイスラー中将が率いる第10航空軍団で、1940年末にシチリア島の航空基地に展開を完了した。第10航空軍団の主任務は、イラストリアス撃沈であったという。

## 輸送船団
1941年（昭和16年）1月上旬、ジブラルタルとアレクサンドリアからマルタ島とエーゲ海にむけて、複数の船団が出発することになった。ジブラルタル発のMC4船団のうち、輸送船エセックス (Essex) はマルタへ、輸送船クラン・カミングス (Clan Cumming) 、クラン・マクドナルド (Clan MacDonald) 、エンパイア・ソング (Empire Song) はギリシャのピレウスにむかう。
MC4船団をF部隊 (Froce F) の護衛艦艇（軽巡ボナヴェンチャー、駆逐艦ジャガー、ヒーロー、ヘイスティ、ヘレワード）が直接護衛する。
間接支援として、サマヴィル中将が指揮するH部隊 (Froce H) がついていた。その戦力は、巡洋戦艦レナウン (HMS Renown) 、戦艦マレーヤ (HMS Malaya) 、空母アーク・ロイヤル (HMS Ark Royal, 91) 、軽巡洋艦シェフィールド (HMS Sheffield, C24) 、駆逐艦複数隻であった。
これと同時にアレクサンドリアからもマルタ行きの船団（MW5 1/2船団）輸送船ブレコンシャー (Breconshire) 、クラン・マッコリー (Clan Macaulay) が出発し、同地を根拠地とする地中海艦隊 (Mediterranean Fleet) も護衛のために出撃した。直接護衛部隊としてC部隊 (Force C) の3隻（軽巡カルカッタ、駆逐艦ディフェンダー、ダイアモンド）が付随する。
地中海艦隊司令長官カニンガム提督は戦艦ウォースパイト (HMS Warspite) に将旗を掲げ、同提督が直接指揮するA部隊 (Force A) は、Q.E級戦艦2隻（ウォースパイト、ヴァリアント）と装甲空母イラストリアスおよび駆逐艦複数隻（ヌビアン、モホーク、デインティ、ギャラント、グレイハウンド、グリフィン、ジャーヴィス）から成る。
B部隊 (Force B) の軽巡2隻（グロスター、サウサンプトン）と駆逐艦2隻（アイレクス、ジェーナス）は先行してマルタ輸送を行ったあと、シチリア海峡でエクセス船団と合流予定である。他に軽巡エイジャックス (HMS Ajax, 22) やパース (HMAS Perth, D29) 、駆逐艦スチュアート (HMAS Stuart) なども合流する手筈であった。 
空母イーグル (HMS Eagle) と随伴駆逐艦は、ドデカネス諸島の爆撃をおこなって作戦を支援する。
荷役終了後、空船となってマルタで待機中の輸送船団もあった。

## 作戦経過
1941年（昭和16年）1月6日、MC4船団はジブラルタルを出発した。陽動で大西洋に出たあと、反転して地中海を東進し、マルタへむかう。イタリア王立海軍のアデュア級潜水艦2隻（アダラム、アスクム）が攻撃に向かったが、連合軍船団を発見できなかったという。
1月7日、カニンガム提督が指揮する地中海艦隊“A部隊”（ウォースパイト、ヴァリアント、イラストリアス、随伴駆逐艦）はエジプトのアレキサンドリアを出撃した。A部隊は、マルタ島に向かうMW5船団を護衛する。
1月9日、マルタ西方で地中海艦隊とH部隊および輸送船団が合流する。アーク・ロイヤルによるソードフィッシュ艦上攻撃機のマルタ空輸も完了。H部隊は西進してジブラルタルに戻っていった。MC4船団の上空直衛は、イラストリアスの艦上戦闘機フルマー (Fairey Fulmar) 担当していた。
1月10日朝、シチリア海峡でイタリア王立海軍潜水艦ルジェーロ・セッティモ (Ruggiero Settimo) と水雷艇2隻（キルケ―、ヴェガ）がエクセス船団を攻撃した。だがH部隊の反撃により、イタリア水雷艇ヴェガ (Vega) が英軽巡洋艦ボナヴェンチャー (HMS Bonaventure, 31) と英駆逐艦ヘレワード (HMS Hereward, H93) によって沈められた。
イタリア水雷艇の攻撃を撃退したあとの午前8時34分、パンテッレリーア島付近で英駆逐艦ギャラント (HMS Gallant, H59) が触雷して航行不能となる。僚艦モホーク (HMS Mohawk, F31) が曳航を開始、マルタにむかう。軽巡3隻（サザンプトン、グロスター、ボナヴェンチャー）が掩護のために輸送船団から離れ、イギリス側の防空能力が低下した。
正午以降、シチリア島から飛来した枢軸国空軍機が英地中海艦隊に対する空襲を開始した。12時20分より、イタリア王立空軍のサヴォイア・マルケッティ SM.79（魚雷装備）小数機が攻撃を敢行する。戦艦ヴァリアント (HMS Valiant) は辛うじて魚雷を回避した。直掩のフルマー5機はイタリア雷撃隊を迎撃するため高度を下げ、また空中戦で機銃弾を消耗する。イラストリアスでは、フルマー6機の発艦準備にはいった。
第10航空軍団は、第1急降下爆撃航空団第1飛行隊（指揮官ホッツェル大尉）と第2急降下爆撃航空団第2飛行隊（指揮官エンネッツル少佐）を出撃させた。彼等のJu 87シュトゥーカはR型で、搭載量が250kg爆弾1発に制限されたかわりに、燃料タンクの増設により航続距離が延長されていた。
12時30分、第10航空軍団のスツーカ　合計43機が英地中海艦隊を捕捉し、10機が英戦艦に、33機がイラストリアスを攻撃する。イラストリアスの直衛機は補給のため母艦に着艦しようと低空に位置し、また直衛機の緊急発進も間に合わず、高度4,000メートルで飛来したドイツ空軍機を阻止できなかった。第10航空軍団は、Ju87を1機喪失した。イギリス側の被害は甚大であった。イラストリアスに爆弾6発が命中し、至近弾は3発であったという。ウォースパイトには爆弾1発が命中したが、右舷艦首の錨だったので損害軽微。ヴァリアントは至近弾を受けた。
イラストリアスは大きな損傷をうけて炎上する。操舵装置も破壊されたが機関は無事であり、退避を開始した。枢軸空軍の第三次攻撃、第四次攻撃は機数が減っていたこともあり、イギリス地中海艦隊に深刻な被害はなかった。同日夜、イラストリアスはマルタに到着した。
1月11日朝、第3巡洋艦隊司令官のレヌフ少将 (Edward de F. Renouf) は麾下艦艇（軽巡グロスター〈旗艦〉、サウサンプトン、駆逐艦ディフェンダー、ダイヤモンド）を率いてマルタのバレッタ港を出発、東進して地中海艦隊との合流を目指した。シチリア島を基地とするスツーカ部隊の行動圏外に出たとイギリス側は思っていたが、第2急降下爆撃航空団第2飛行隊のスツーカ12機はHe-111 (Heinkel He 111) 爆撃機に誘導されてB部隊を捕捉、奇襲をかける。急降下爆撃で軽巡サウサンプトン (HMS Southampton, C83) が大破したあと失われ、軽巡グロスター (HMS Gloucester, C62) が艦橋への不発弾で小破した。
ヘルマン・ゲーリング空軍元帥は、修理中のイラストリアスを葬ろうと尽力した。枢軸国空軍の空襲に、第10航空軍団のスツーカも参加した。1月16日、メッサーシュミットに護衛されたJu-87“スツーカ”44機がマルタ島を空襲する。イラストリアスに爆弾が命中した。他にもグランド・ハーバー在泊の輸送船エセックス、軽巡パース (HMAS Perth, D29) が被弾して損傷した。
18日、スツーカ 51機がマルタの二カ所の飛行場を爆撃し、使用不能とする。19日、スツーカ 42機は本命のイラストリアスを襲撃する。ハリケーン戦闘機の迎撃もあり、至近弾2発で済んだがスクリューに損傷をうける。23日夕刻、護衛部隊や出迎えにきた地中海艦隊と共にマルタを離れ、25日アレクサンドリアに戻ることが出来た。
マルタ到着後積荷を下ろした空の船団はME5 1/2船団としてアレクサンドリアに戻った。
前述のように、曳航されてマルタ島に到着した駆逐艦ギャラント (HMS Gallant, H59) であったが、バレッタで修理中の1942年（昭和17年）4月5日に空襲を受け、修理不能と判定されて放棄された。

## 結果
エクセス作戦で連合国軍側商船の損失はなかったが、イギリス海軍は巡洋艦1隻と駆逐艦1隻を失い、正規空母1隻が大破して長期修理を余儀なくされた。バトル・オブ・ブリテン (Battle of Britain) で連合国軍はドイツ空軍に勝利をおさめたが、この戦闘で、ドイツ空軍とJu-87の脅威を再び思い知られたことになる。イラストリアスの大修理は、中立を表明していたアメリカ合衆国で実施された。イラストリアスの代艦として姉妹艦フォーミダブル (HMS Formidable, R67) が地中海艦隊に配備され、同艦は3月下旬のマタパン岬沖海戦で大戦果をあげる。だが5月下旬のクレタ島攻防戦でJu-87の急降下爆撃を受けて大破、姉妹艦同様に戦列を離れることになった。